# Championnat de Pologne de football 1975-1976
Navigation
Édition précédente Édition suivante
La saison 1975-1976 du championnat de Pologne est la quarante-huitième saison de l'histoire de la compétition. Cette édition a été remportée par le Stal Mielec, devant le GKS Tychy.

## Les clubs participants
| Club               | Ville     |
| ------------------ | --------- |
| GKS Tychy          | Tychy     |
| Gornik Zabrze      | Zabrze    |
| Lech Poznań        | Poznań    |
| Legia Varsovie     | Varsovie  |
| LKS Łódź           | Lódź      |
| Pogoń Szczecin     | Szczecin  |
| Polonia Bytom      | Bytom     |
| ROW Rybnik         | Rybnik    |
| Ruch Chorzów       | Chorzów   |
| Sląsk Wrocław      | Wrocław   |
| Stal Mielec        | Mielec    |
| Stal Rzeszów       | Rzeszów   |
| Szombierki Bytom   | Bytom     |
| Widzew Łódź        | Lódź      |
| Wisła Cracovie     | Cracovie  |
| Zagłębie Sosnowiec | Sosnowiec |

## Compétition

### Classement
| Rang | Équipe             | Pts | J  | G  | N  | P  | Bp | Bc | Diff |
| ---- | ------------------ | --- | -- | -- | -- | -- | -- | -- | ---- |
| 1    | Stal Mielec        | 38  | 30 | 13 | 12 | 5  | 45 | 23 | +22  |
| 2    | GKS Tychy          | 38  | 30 | 15 | 8  | 7  | 38 | 34 | +4   |
| 3    | Wisła Cracovie     | 37  | 30 | 15 | 7  | 8  | 39 | 19 | +20  |
| 4    | Ruch Chorzów (T)   | 37  | 30 | 12 | 13 | 5  | 35 | 24 | +11  |
| 5    | Widzew Łódź (P)    | 32  | 30 | 10 | 12 | 8  | 33 | 33 | 0    |
| 6    | Pogoń Szczecin     | 31  | 30 | 13 | 5  | 12 | 46 | 42 | +4   |
| 7    | Śląsk Wrocław (C)  | 31  | 30 | 11 | 9  | 10 | 36 | 33 | +3   |
| 8    | Legia Varsovie     | 29  | 30 | 12 | 5  | 13 | 44 | 46 | -2   |
| 9    | Górnik Zabrze      | 28  | 30 | 10 | 8  | 12 | 38 | 39 | -1   |
| 10   | Zagłębie Sosnowiec | 28  | 30 | 12 | 4  | 14 | 37 | 38 | -1   |
| 11   | ROW Rybnik         | 28  | 30 | 11 | 6  | 13 | 30 | 40 | -10  |
| 12   | Lech Poznań        | 27  | 30 | 9  | 9  | 12 | 33 | 46 | -13  |
| 13   | ŁKS Łódź           | 26  | 30 | 8  | 10 | 12 | 27 | 33 | -6   |
| 14   | Szombierki Bytom   | 25  | 30 | 10 | 5  | 15 | 37 | 42 | -5   |
| 15   | Stal Rzeszów (P)   | 24  | 30 | 8  | 8  | 14 | 23 | 35 | -12  |
| 16   | Polonia Bytom      | 21  | 30 | 6  | 9  | 15 | 19 | 33 | -14  |

| Légende | Légende                                                                                      |
| ------- | -------------------------------------------------------------------------------------------- |
|         | Coupe des clubs champions européens 1976-1977 (1er tour)                                     |
|         | Coupe d'Europe des vainqueurs de coupe 1976-1977 (1er tour)                                  |
|         | Coupe UEFA 1976-1977 (1er tour)                                                              |
|         | Relégué en II Liga                                                                           |
|         | (T) : Tenant du titre 1974-1975 (C) : Vainqueur de la Coupe de Pologne 1975-1976 (P) : Promu |

## Bilan de la saison
| Tableau d'Honneur |               |
| Compétition       | Vainqueur     |
| I Liga            | Stal Mielec   |
| Coupe de Pologne  | Śląsk Wrocław |

| Promotions et relégations |                            |
| Relégués en II Liga       | Stal Rzeszów Polonia Bytom |
| Promus de II Liga         | Arka Gdynia Odra Opole     |

| Qualifications européennes 1976-1977   |                          |
| Coupe des clubs champions européens    | Qualifié                 |
| 1er tour                               | Stal Mielec              |
| Coupe d'Europe des vainqueurs de coupe | Qualifié                 |
| 1er tour                               | Śląsk Wrocław            |
| Coupe UEFA                             | Qualifiés                |
| 1er tour                               | GKS Tychy Wisła Cracovie |

## Meilleurs buteurs
| # | Joueur            | Équipe         | Buts |
| - | ----------------- | -------------- | ---- |
| 1 | Kazimierz Kmiecik | Wisła Cracovie | 20   |
| 2 | Andrzej Szarmach  | Górnik Zabrze  | 16   |
| 3 | Roman Ogaza       | GKS Tychy      | 15   |